# NGC 4728C
NGC 4728C је спирална галаксија у сазвежђу Береникина коса која се налази на NGC листи објеката дубоког неба.
Деклинација објекта је + 27° 29' 1" а ректасцензија 12h 50m 36,9s. Привидна величина (магнитуда) објекта NGC 4728 износи 15,0 а фотографска магнитуда 15,8.